# Лахири, Шану
Шану Лахири (англ. Shanu Lahiri, урождённая Mazumdar; 23 января 1928 — 1 февраля 2013) — бенгальская художница и педагог, одна из самых известных художниц Индии.

## Биография
Родилась 23 января 1928 года в Калькутте. Её мать, Ренукамойе Мазумдар (Renukamoyee Mazumdar), занималась каллиграфией. У Шану было два старших брата: писатель Камал Кумар Мажумдар (Kamal Kumar Majumdar) и художник Нироде Мазумдар (Nirode Mazumdar).
Обучалась в колледже Government College of Art & Craft в Калькутте, который окончила в 1951 году. Была одной из лучших студенток, получив золотую медаль от организации All India Fine Arts and Crafts Society (AIFACS). Затем училась во Франции — в парижской школе École du Louvre и в Академии Жулиана.
Лахири была художницей Бенгальской школы искусств (англ. Bengal School of Art). Её первая выставка картин состоялась в 1950 году. После обучения в 1960 году в Париже (на стипендию), последовали её выставки в Индии и за рубежом. Затем она работала художественным педагогом в университете Rabindra Bharati University (в конце 1970-х годов), став впоследствии деканом факультета изобразительного искусства.
В 1983 году при содействии художницы Каруна Саха (англ. Karuna Saha), Лахири организовала в Калькутте группу художниц, назвав её просто — «Группа» (англ. «The Group»), состоявшую из четырех художниц — Шану Лахири, Karuna Saha, Santosh Rohatgi и Shyamasree Basu, а также скульптора — Meera Mukherjee. Местные СМИ назвали это объединение — Pancha Kanya (англ. Five Girls, рус. Пять девочек). Первая выставка группы состоялась в Академии изящных искусств (англ. Academy of Fine Arts) в Калькутте. В 2008 году группа отметила своё 25-летие выставкой в этой же академии, некоторые работы участниц были посмертными.
Шану Лахири была активной участницей общественных арт-проектов. В 2010 году она организовала в Хайдарабаде, художественный проект по раскраске стен замка Лакшман Багх (англ.  Lakshman Bagh ) в рамках празднования 150-летия Рабиндраната Тагора. Искусством граффити занималась со своими учениками и раньше, расписав 67 метров стены вдоль дороги Justice Chandra Madhav Road в Калькутте.

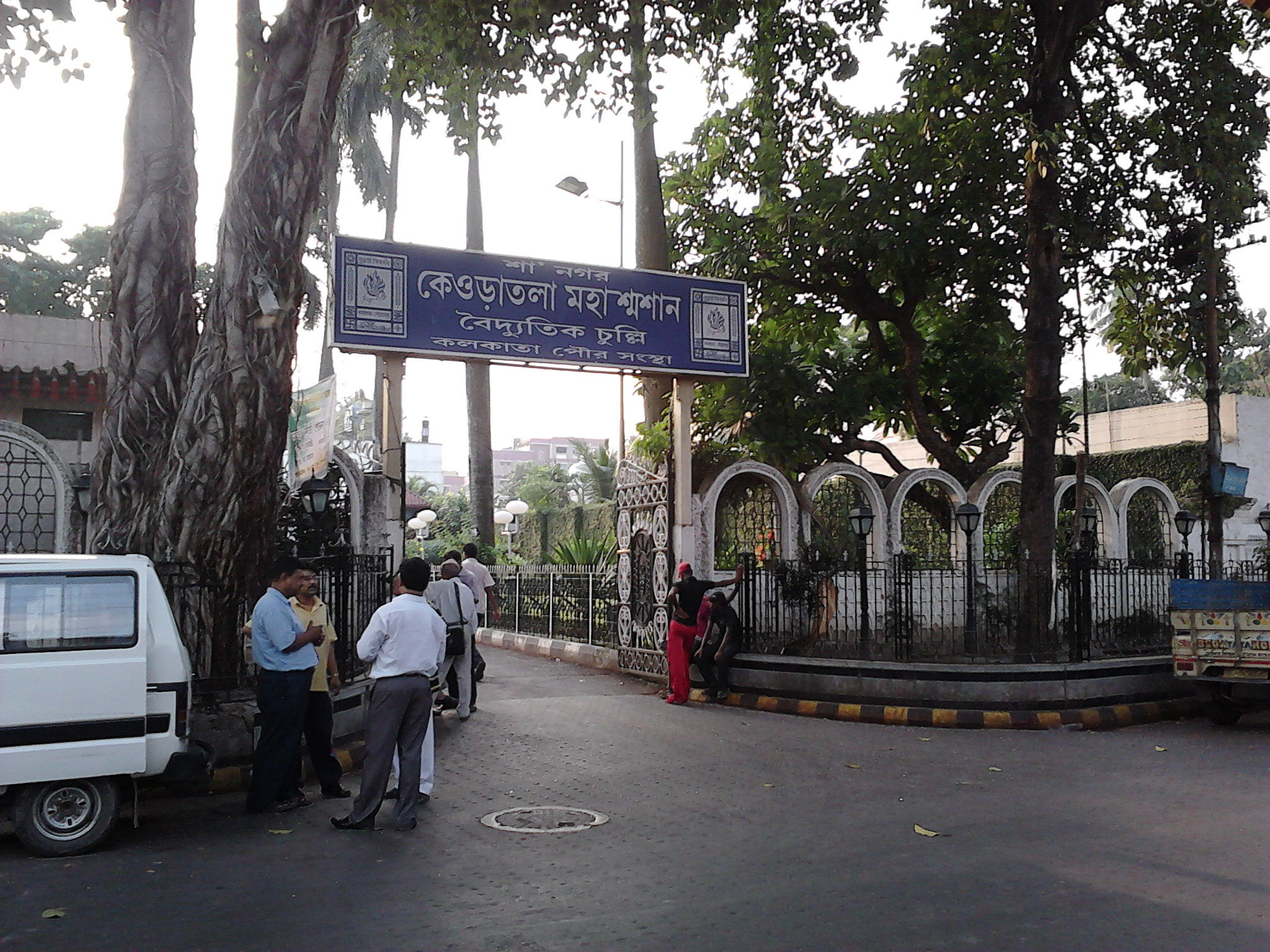
Вход в крематорий Keoratola crematorium

Умерла 1 февраля 2013 года в Калькутте и была кремирована в крематории Кеоратола. У неё остались сын Арнаб и дочь Дамаянти.